# Asbjørn Hansen
Asbjørn Hansen (Sarpsborg, 29 mei 1930 - Sarpsborg, 25 maart 2017) was een Noors voetballer die gedurende zijn carrière als doelman speelde voor IL Sparta en Sarpsborg FK.

## Interlandcarrière
Hansen nam met het Noors voetbalelftal deel aan de Olympische Zomerspelen 1952 in Helsinki, Finland, maar kwam daar niet in actie omdat Tom Blohm de voorkeur kreeg. De ploeg onder leiding van Engelse bondscoach Frank Soo verloor in de eerste ronde met 4-1 van buurland Zweden, waardoor de Noren al na één duel naar huis konden. In totaal speelde Hansen 52 interlands voor zijn vaderland in de periode 1952–1961.

## Erelijst
IL Sparta
- Noorse beker

1952